# R Aurigae
R Aurigae är en pulserande variabel av Mira Ceti-typ  i stjärnbilden Kusken. Stjärnan var den första i Kuskens stjärnbild som fick en variabelbeteckning.
Stjärnan varierar mellan magnitud +6,7 och 13,9 med en period av 457,51 dygn.

## Fotnoter
1. ↑  Variabelstjärnornas beteckningar börjar med bokstäverna R-Z, därefter A-Q , följt av RR-ZZ och AA-QQ, varefter de börjar betecknas med bokstaven V och ett ordningsnummer, från och med V335.